# David Gaudu
David Gaudu (født 10. oktober 1996) er en professionel cykelrytter fra Frankrig, der er på kontrakt hos Groupama-FDJ.
I 2016 vandt han Tour de l'Avenir. Gaudu deltog for første gang i Tour de France i 2018. Ved løbet i 2019 endte han på 13. pladsen, selvom han var hjælperytter for Thibaut Pinot.